# Cestrum poasanum
Cestrum poasanum är en potatisväxtart som beskrevs av John Donnell Smith. Cestrum poasanum ingår i släktet Cestrum och familjen potatisväxter. Inga underarter finns listade i Catalogue of Life.